# Alejandro Chataing
Alejandro Chataing Poleo (Caracas, 24 de febrero de 1873-Caracas, 16 de abril de 1928) fue un arquitecto venezolano reconocido por sus trabajos en las dictaduras de Cipriano Castro y Juan Vicente Gómez.

## Biografía
Hijo de Luis Chataing y Margarita Poleo de Chataing. Se casó con Carmen Amalia Pelayo con la cual tuvo tres hijos Alejandro Alberto, Luis Eduardo y Julio; el segundo de sus hijos también fue un reconocido arquitecto venezolano. Se graduó con honores en Ciencias Físicas y Matemáticas por la Universidad Central de Venezuela. A lo largo de su carrera sus trabajos destacaron por las tendencias del neobarroco, neorrenacimiento, neorrománico y morisco.
Su carrera profesional se inició cuando obtuvo el primer lugar de un concurso para rediseñar las fachadas del mercado municipal de la Plaza de San Jacinto o El Venezolano, un año más tarde colaboró junto a Juan Hurtado Manrique en el diseño del Arco de la Federación en el Parque El Calvario. En 1904 hizo unas reformas al Panteón Nacional, la fachada del Palacio Municipal de Caracas y completó la remodelación de Villa Zoila como la residencia del presidente Castro.
El 23 de junio de 1904 inició la construcción del Teatro Nacional de Caracas terminándolo el 11 de junio de 1905. En 1905 diseñó la Casa de Baños en El Valle y modificó la Escuela de Artes y Oficios. En 1906, proyectó la construcción del lazareto de la Isla de Providencia (a la entrada del lago de Maracaibo) y de un Arco de la Restauración que no se será realizado. Una de las obras más significativas fue la construcción en 1919 de la plaza de toros Nuevo Circo en Caracas junto a Luis Muñoz Tébar.
Otras edificaciones significativas fueron el Arco de Carabobo en 1921, reformas de las Iglesias Corazón de Jesús, Santísimo Sacramento y San Agustín, además de los cineteatros Ayacucho, Capitol y Princesa (luego cine Rialto hoy teatro Bolívar). Construyó también: la Quinta Las Acacias (el palacete de los Boulton) en la Urbanización El Paraíso, el Banco de Venezuela (demolido) en la Avenida Universidad  o el Archivo General de la Nación, primer edificio de concreto armado de la capital.

## Obras

### Edificios y estructuras
- Fachada del Mercado Municipal de San Jacinto, Caracas, Venezuela. (1894) - Destruido
- Arco de la Federación, Caracas, Venezuela. (1895)
- Fachada del Panteón Nacional, Caracas, Venezuela. (1904) - Destruido
- Palacio Municipal de Gobernación y Justicia, Caracas, Venezuela. (1905)
- Teatro Nacional, Caracas, Venezuela. (1905)
- Casa de Baños de El Valle, Caracas, Venezuela. (1905) - Sin construir
- Fachada de la Nueva Academia de Bellas Artes, Caracas, Venezuela. (1905)
- Lazareto de Isla de Providencia, Maracaibo, Venezuela. (1906) - Destruido
- Arco de la Restauración, Maracaibo, Venezuela. (1906) - Sin construir
- Academia Militar, Caracas, Venezuela. (1906)
- Sede del Ministerio de Hacienda, Caracas, Venezuela. (1907) - Destruido
- Archivo General de la Nación, Caracas, Venezuela. (1911)
- Edificio de Telégrafos y Teléfonos Nacionales, Caracas, Venezuela. (1911) - Destruido
- Edificio de Asilo de Huérfanos, Caracas, Venezuela. (1912) - Destruido
- Hotel La Alemania, Caracas, Venezuela. (1913) - Destruido
- Hotel Paraíso, Caracas, Venezuela. (1913) - Sin construir
- Quinta del Señor Melecio Hernández, Caracas, Venezuela. (1913) - Destruido
- Quinta Las Acacias, Caracas, Venezuela. (1913)
- Teatro Princesa,  Caracas, Venezuela. (1917) - Destruido
- Plaza de Toros Nuevo Circo, Caracas, Venezuela. (1919)
- Arco del triunfo de Carabobo, Carabobo, Venezuela. (1921)
- Hotel Palace,  Caracas, Venezuela. (1921) - Destruido
- Teatro Capitol,  Caracas, Venezuela. (1921) - Destruido
- Sede del Banco de Venezuela, Caracas, Venezuela. (1924) - Destruido
- Teatro Ayacucho, Caracas, Venezuela. (1925)
- Hotel Miramar, Macuto, Venezuela. (1928) - Semidestruido